# Microrregión de Itajubá
La microrregión de Itajubá es una de las  microrregiones del estado brasileño de Minas Gerais perteneciente a la mesorregión  sur y Sudoeste de Minas. Su población fue estimada en 2006 por el IBGE en 194.144 habitantes y está dividida en trece municipios. Posee un área total de 2.979,130 km².

## Municipios
- Brasópolis
- Consolação
- Cristina
- Delfim Moreira
- Dom Viçoso
- Itajubá
- Maria da Fé
- Marmelópolis
- Paraisópolis
- Piranguçu
- Piranguinho
- Virgínia
- Wenceslau Braz

- Datos: Q2455694